# Johann Friedrich Reichardt
Johann Friedrich Reichardt (Königsberg, 25 novembre 1752 – Giebichenstein, 27 giugno 1814) è stato un compositore, scrittore e critico musicale tedesco.

## Biografia

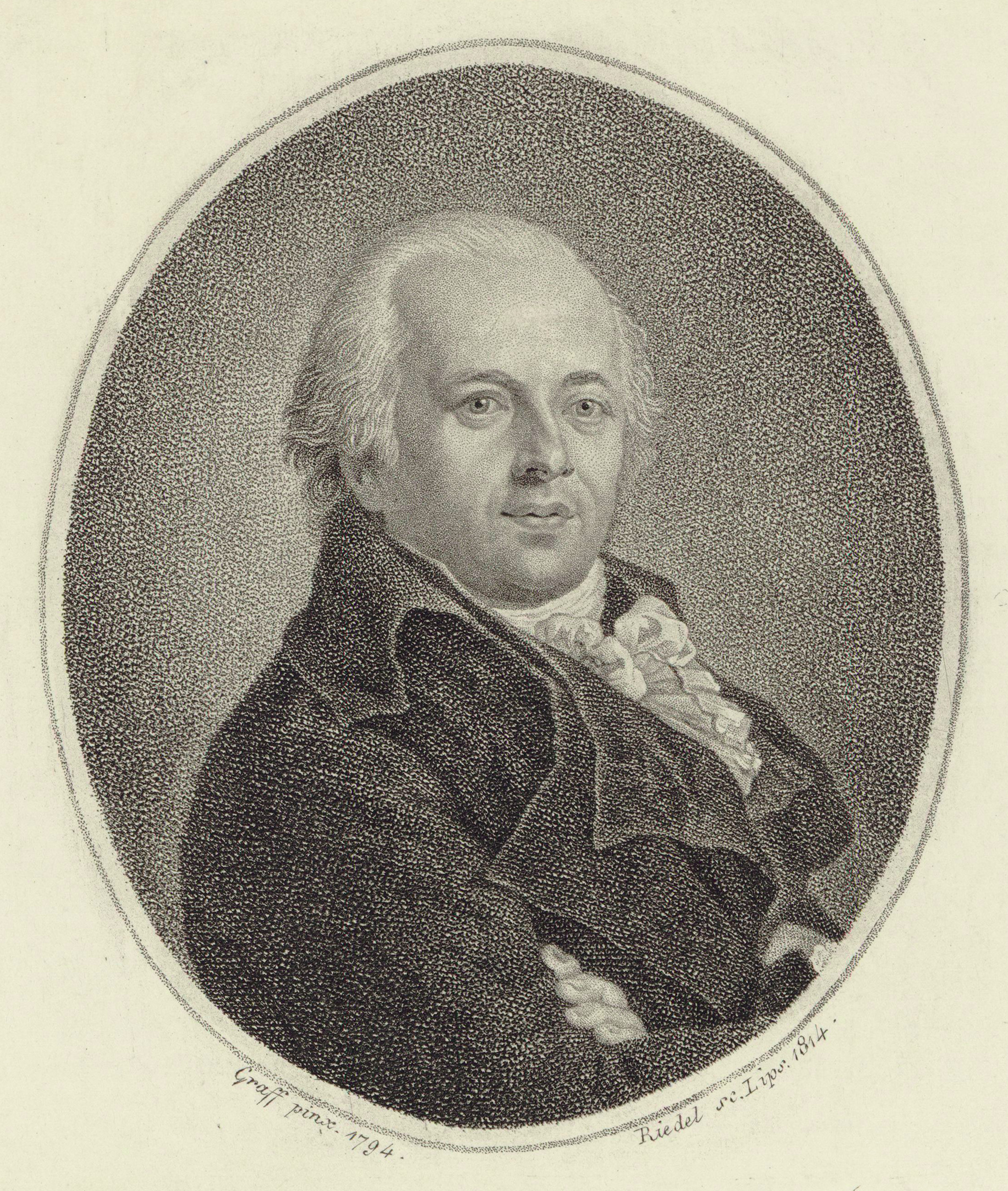
Johnann Friedrich Reichardt

Sin da piccolo ricevette lezioni di violino, di alcune tastiere (clavicordo, spinetta e fortepiano) e di liuto e fu allievo successivamente di Richter, per quanto riguarda il pianoforte e la composizione e di Veichtner per il violino. Ben presto però abbandonò i suoi maestri, che giudicava piuttosto insufficienti e proseguì la formazione da autodidatta. Dopo essere stato incoraggiato da Immanuel Kant, Reichardt si iscrisse ai corsi universitari di filosofia e di giurisprudenza, dapprima nella sua città natale e poi a Lipsia, dal 1769 al 1771.
Nei tre anni seguenti intraprese molti viaggi in Germania, e nel 1774 ottenne la nomina di maestro di cappella di Federico il Grande (oggi Staatsoper Unter den Linden) dal 1775 al 1794.
Nel 1776 sposò la cantante e compositrice di lieder Juliane Benda.
Dopo un soggiorno italiano, nel 1783, si fermò a Vienna, dove incontrò l'imperatore Giuseppe II, Christoph Willibald Gluck e fondò i Concerts Spirituels, per poter proporre ed eseguire le sue nuove opere musicali.
Dal 1786 sviluppò rapporti più stretti con Goethe, Johann Gottfried Herder, Friedrich Schiller e Johann Georg Hamann.
Nel 1791 fu destituito dall'incarico a Potsdam per le sue presunte simpatie nei riguardi della Rivoluzione francese.
Dopo di che per un biennio si spostò a Londra e a Parigi dove riscosse gran successi, sia come direttore d'orchestra sia come compositore con La Passione.
Dopo un lungo ritiro a Giebichenstein, dedicato alla composizione, agli inizi del XIX secolo accolse l'invito di Girolamo Bonaparte e assunse il ruolo di maestro di cappella a Cassel (1808).
Tra le sue composizioni principali, si ricordano le numerose opere francesi, tedesche e italiane, e soprattutto i lieder che ammontarono a circa 1500, per i quali utilizzò i testi di 125 poeti.
Reichardt si distinse anche come critico e storico musicale e fondò numerosi periodici musicali.
Reichardt si sposò due volte. La sua prima moglie, la cantante Juliane Benda (1754-1827) era la figlia del compositore e maestro di cappella František Benda. La coppia ebbe due figli e due figlie: il primo figlio, Wilhelm (1777-1782), morì presto, così anche il secondo; la figlia Louise Reichardt (nata l'11 aprile 1779 a Berlino, † il 17 novembre 1826 ad Amburgo) si fece apprezzare come compositrice di canzoni.
Riechardt si risposò nel 1783 con Johanna Alberti (1754-1827), figlia del diacono e poeta Giulio Gustavo Alberti (1723-1772) di Hannover, anche lei al secondo matrimonio. La coppia ebbe cinque bambini.

## Pubblicazioni
- Briefe eines aufmerksamen Reisenden, die Musik betreffend (1774–76) (Lettere);
- Über die deutsche komische Oper (1774) (Saggio sull'opera comica tedesca);
- Musikalische Kunstmagazin (1781–1792);
- Studien für Tonkünstler und Musikfreunde (1793) (Studi musicali);
- Vertraute Briefe aus Paris (1804) (Lettere da Parigi);
- Vertraute Briefe aus Wien (1810) (Lettere da Vienna);
- Altri scritti sulla musica e sui viaggi.